# Mộc bản triều Nguyễn

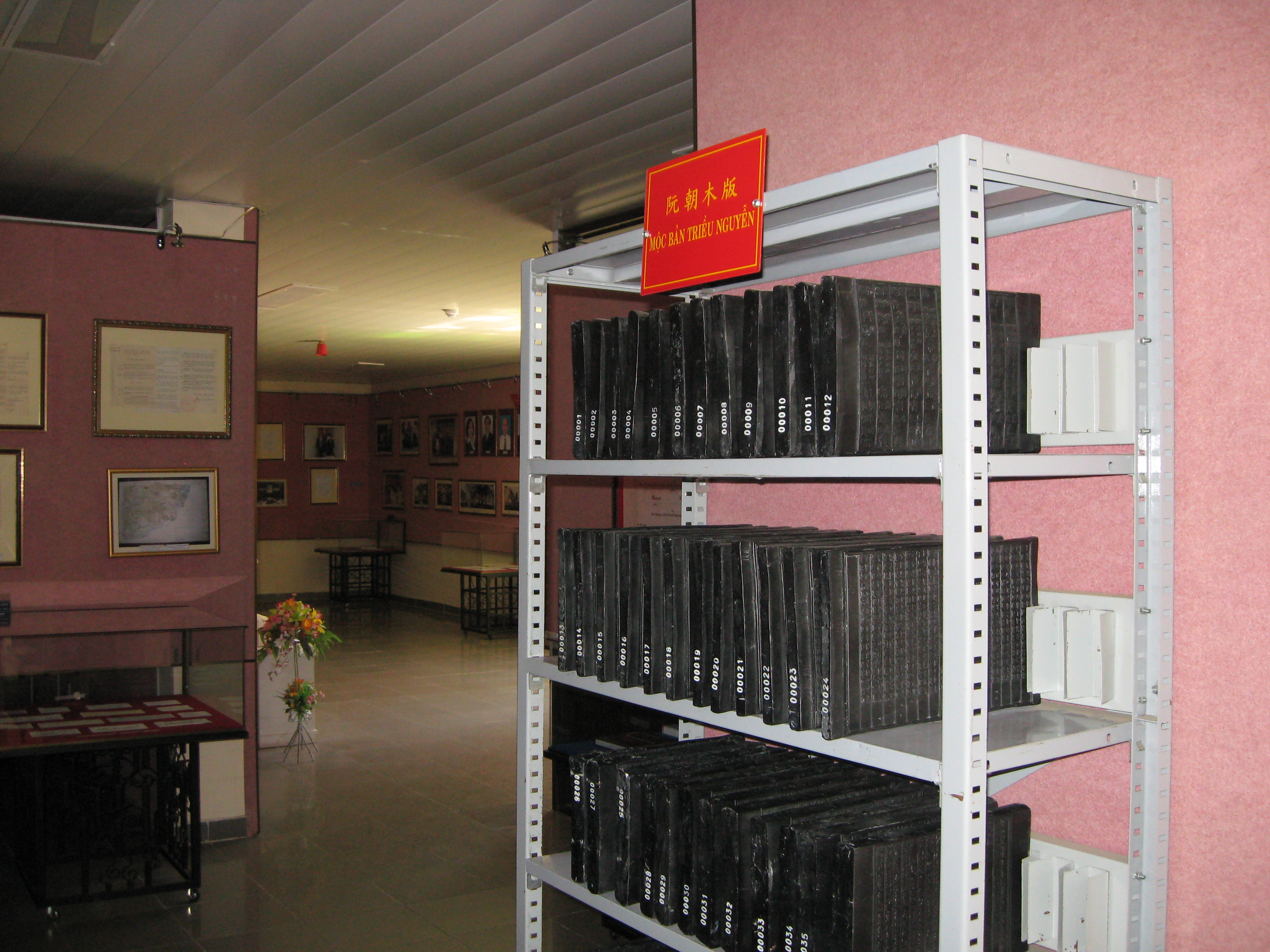
Mộc bản triều Nguyễn tại Trung tâm Lưu trữ Quốc gia IV

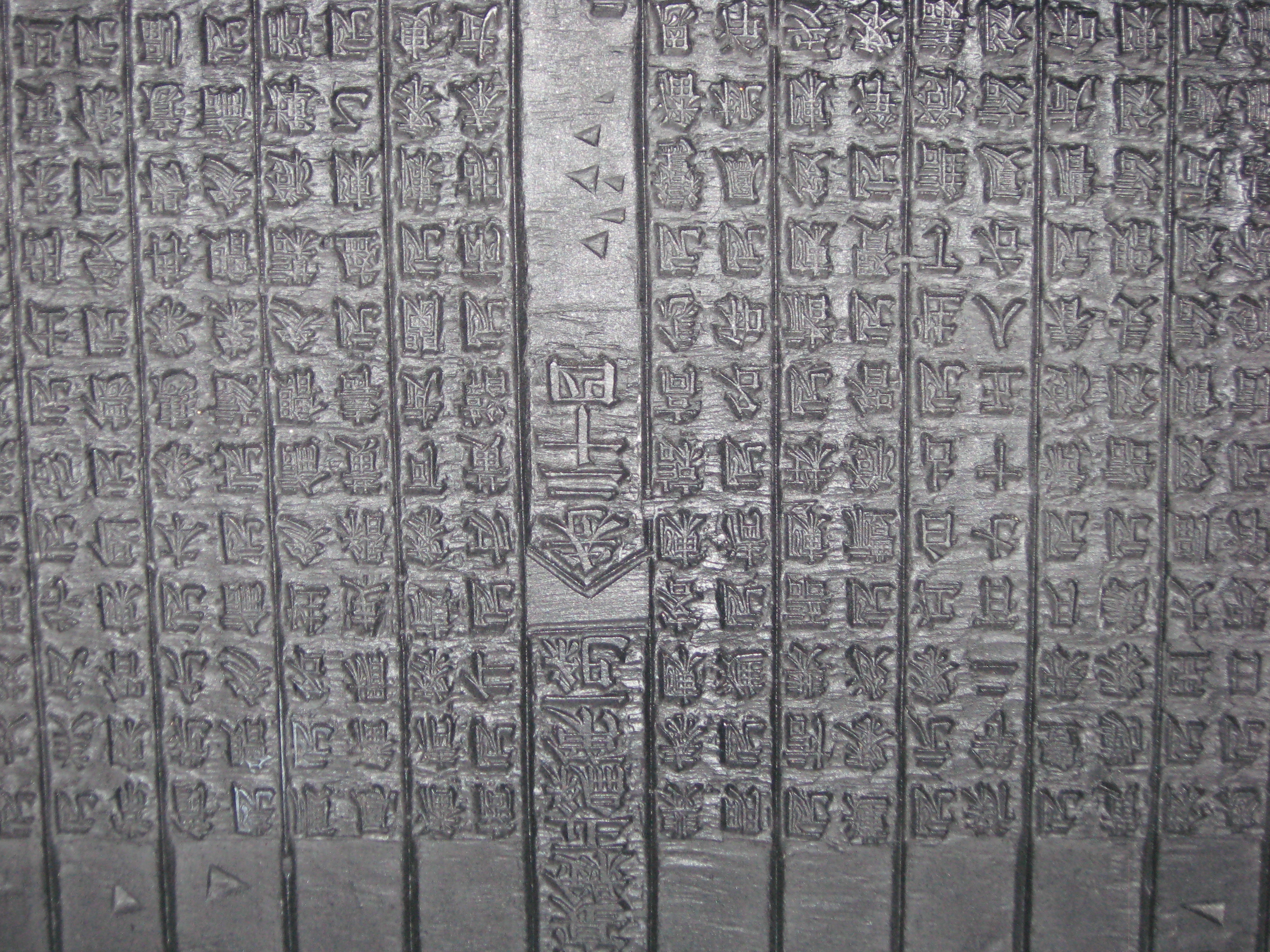
Mộc bản

Mộc bản triều Nguyễn (chữ Hán: 阮朝木版, phiên âm Hán-Việt: "Nguyễn triều mộc bản") gồm 34.618 tấm, là những văn bản chữ Hán-Nôm được khắc ngược trên gỗ để in ra thành sách tại Việt Nam vào thế kỷ 19 và đầu thế kỷ 20. Tài liệu mộc bản triều Nguyễn được tạo ra trong quá trình hoạt động của Quốc sử quán triều Nguyễn. Mộc bản triều Nguyễn là những tấm gỗ quý được khắc ngược chữ Hán và chữ Nôm (giống như khắc con dấu), sau đó quét mực rồi ép mặt in ra giấy để nhân bản tài liệu nhằm phổ biến rộng rãi ra công chúng các chuẩn mực xã hội, các điều luật bắt buộc thần dân tuân thủ. Đó cũng là những bản khắc lưu truyền công danh, sự nghiệp của các bậc vua chúa, các sự kiện lịch sử, các biến cố thời cuộc, các cuộc tiểu trừ giặc dã.
Mộc bản triều Nguyễn là di sản tư liệu thế giới đầu tiên tại Việt Nam do UNESCO công nhận ngày 31 tháng 7 năm 2009. Số mộc bản này hiện đang bảo quản tại Trung tâm Lưu trữ Quốc gia IV- Đà Lạt, Lâm Đồng (xưa và nay vẫn là Biệt điện Trần Lệ Xuân  - Khu Di tích của TP. Đà Lạt).
Mộc bản triều Nguyễn còn bao gồm cả những ván khắc in thu ở Văn Miếu-Quốc Tử Giám (Hà Nội) được đưa vào Huế và lưu trữ tại Quốc Tử Giám, dưới thời vua Minh Mạng và Thiệu Trị.
Gỗ dùng làm ván khắc tài liệu mộc bản triều Nguyễn là gỗ thị, gỗ cây nha đồng. Nét chữ khắc trên tài liệu mộc bản rất tinh xảo và sắc nét. Đây là những tài liệu có giá trị, phục vụ cho việc nghiên cứu lịch sử và văn hóa Việt Nam thời cận đại.
Tất cả các bản thảo nói trên đều được đích danh hoàng đế ngự lãm, phê duyệt bằng bút tích trước khi giao cho những người thợ tài hoa nhất trong cung đình khắc lên gỗ quý. Do tính chất cực kỳ quan trọng của mộc bản, dưới thời Minh Mạng, nhà vua từng có chỉ dụ: "Sai quan Bắc thành kiểm xét các ván in nguyên trữ tại Văn Miếu (Hà Nội) về các sách Ngũ Kinh, Tứ Thư Đại Toàn, Vũ Kinh Trực Giải cùng Tiền Hậu Chính Sử và Tứ Trường Văn Thể gửi về kinh để ở Quốc Tử Giám (Kinh đô Huế)".
Năm 2007, Cục Văn thư và Lưu trữ Nhà nước đã làm hồ sơ trình UNESCO và đến ngày 31/7/2009, Mộc bản triều Nguyễn đã chính thức được UNESCO đưa vào "Chương trình Ký ức thế giới".
Người có công lưu giữ mộc bản là Ngô Đình Nhu (1911-1963), Cố vấn Chính trị cho Tổng thống Việt Nam Cộng hòa Ngô Đình Diệm, từng là Giám đốc đầu tiên Nha Lưu trữ và Thư viện Quốc gia của Chính quyền Việt Nam Dân chủ Cộng hòa.